# Łyman (rejon ługański)
Łyman (ukr. Лиман) – wieś na Ukrainie, w obwodzie ługańskim, w faktycznie niefunkcjonującym rejonie ługańskim, od 2014 pod kontrolą marionetkowej, uzależnionej od Rosji Ługańskiej Republiki Ludowej. W 2001 liczyła 123 mieszkańców, spośród których 66 wskazało jako ojczysty język ukraiński, a 57 rosyjski.